# مارلون لويس
مارلون لويس (بالإنجليزية: Marlon Lewis)‏ هو لاعب اتحاد الرغبي جنوب أفريقي، ولد في 7 أكتوبر 1987 في بورت إليزابيث في جنوب أفريقيا.